# Sverre Wilberg
Sverre Wilberg (* 24. Dezember 1929 in Fredrikstad; † 19. Juli 1996 in Oslo) war ein norwegischer Film- und Theaterschauspieler.

## Theater
Wilberg studierte von 1953 bis 1955 in London an der Royal Academy of Dramatic Art. Anschließend begann er sein Debüt als Schauspieler im Trondheimer Trøndelag Teater, wo er bis 1958 blieb. Er setzte anschließend seine Karriere fort in verschiedenen Osloer Theatern fort, so im Oslo Nye Teater, Chat Noir, Fjernsynsteatret und im Det Norske Teatret. Bekannt wurde er dort als Hauptdarsteller in verschiedenen Stücken wie in Ein Sommernachtstraum, Goethes Faust, sowie bei vielen anderen Inszenierungen von Ludvig Holberg, Antonio Buero Vallejo, Euripides, Shakespeare. Wilberg arbeitete über 42 Jahre lang in norwegischen Theatern, wo er mehr als 100 verschiedene Rollen spielte.

## Film und Fernsehen
Wilberg spielte in zahlreichen norwegischen sowie auch internationalen Film- und Fernsehproduktionen mit. Seine bekannteste Rolle hatte er in den 12 Filmen von 1969 bis 1984 in der norwegischen Olsenbande, einer Neuverfilmung der dänischen Olsenbande, die er als Kriminalkommissar Hermansen durchgängig verkörperte, im Gegensatz zur dänischen Originalfassung, wo zwei verschiedenen Personen (hier Inspektor Mortensen und Kriminalkommissar Jensen), als Ermittler der Polizei auftreten.

## Privates
Sverre Wilberg war zweimal verheiratet und hatte keine Kinder. Er starb am 19. Juli 1996 im Alter von 66 Jahren an den Folgen einer Krebserkrankung.

## Filmografie (Auswahl)
- 1968: Mannen som ikke kunne le
- 1968: Bare et liv - historien om Fridtjof Nansen
- 1963: Vildanden
- 1967: Martha
- 1972: Ruf der Wildnis (The Call of the Wild)
- 1975: Min Marion, Regie: Nils R. Müller
- 1979: Olsen-Banden
- 1970: Olsenbanden og Dynamitt-Harry
- 1973: Olsenbanden og Dynamitt-Harry går amok
- 1974: Olsenbanden møter Kongen & Knekten
- 1975: Olsenbandens siste bedrifter
- 1976: Olsenbanden for full musikk
- 1977: Olsenbanden og Dynamitt-Harry på sporet
- 1978: Olsenbanden + Data Harry sprenger verdensbanken
- 1979: Olsenbanden og Dynamitt-Harry mot nye høyder
- 1981: Die Olsenbande fliegt über die Planke
- 1981: Olsenbanden gir seg aldri!
- 1982: Olsenbandens aller siste kupp
- 1984: Men Olsenbanden var ikke død!
- 1988: Kamilla und der Dieb
- 1993–1996: Mot i brøstet (Fernsehserie)
- 1996: Markus und Diana (Markus og Diana)